# 滝のある風景
『滝のある風景』（たきのあるふうけい、蘭: Landschap met waterval、英: Landscape with Waterfall） は、17世紀オランダ絵画黄金時代の画家ヤーコプ・ファン・ロイスダールが1668年ごろ、キャンバス上に油彩で制作した風景画である。アムステルダム博物館の所蔵品であるが、現在、寄託作品としてアムステルダム国立美術館に展示されている。

## 作品
滝の激しい水流のあるこの壮大な自然の中で、小さな人物の姿はほとんど見えない。ここには自然の生と死の循環が触覚的に表され、遠景の教会は平和ののろしのようにそびえている。

この絵画は、1911年に研究者ホフステーデ・デ・フロートにより以下のように記述されている。
198番。オークの森近くの滝。美術史家ジョン・スミス の補遺1番。前景左側に岩で分かたれた滝がある。左側には、水流の中に半分水に浸かった木の幹がある。右側の中景には大きなオークの森があるが、その中を道が横切っており、男と少年が子供に授乳している女と話している。道路の左側には小川があり、そこを明らかに男である2人の人物が羊の群れを追い立てて渡っている。その先には森で覆われた小高い丘がある。中央には、収穫されたトウモロコシの束がある。遠方には、２つの風車と教会がある村が見える。渦巻く雲と、トウモロコシ畑と森に陽光が差す名品。「この絵画は画家の最大の作品の1つであると同時に、構図の点で独自の偉大さと豊かさを持っている。それが色彩の明るさと最も見事な仕上げと組み合わされ、まさに傑作と呼ぶに値する」 (ジョン・スミス)。
画面下部右の石の上に完全な署名あり。キャンバスであるが、アムステルダムの目録ではオーク板で、縦56インチで横76インチと1/2。1845年にアムステルダムで、第134番の作品として展示された。1740年ごろ、(ヨーロッパ) 大陸でチャールズ・ブラント準男爵の先祖により購入された。チャールズ・ブラント準男爵のコレクションにあったが、1836年にジョン・スミスに売却。1837年にジョン・スミスからアムステルダムのアドリアーン・ファン・デル・ホープに1450ポンドで売却。1854年にアドリアーン・ファン・デル・ホープから彼のコレクションとともにアムステルダム市に遺贈。ファン・デル・ホープ遺贈作品として、1910年のアムステルダム国立美術館の目録番号2075番。
本作の風景は、滝を描いたロイスダールのほかの作品に非常に類似している。自然の力に対する警告として、これらの作品は切断された木や切株をしばしば含んでおり、描かれている以上の、より水の氾濫した場面を静かに証左するものである。これらの作品も高い値で売れたにちがいない。というのも、今日残っている多くのロイスダールの作品は、滝の風景を表しているからである。アラールト・ファン・エーフェルディンヘンがスカンジナビアの景色を描いた劇的な作品に影響を受け、ロイスダールはまた、『岩のある風景の中の滝』(ロンドン・ナショナル・ギャラリー) など松の木や山々を含む北国の情景も制作した。

## ギャラリー

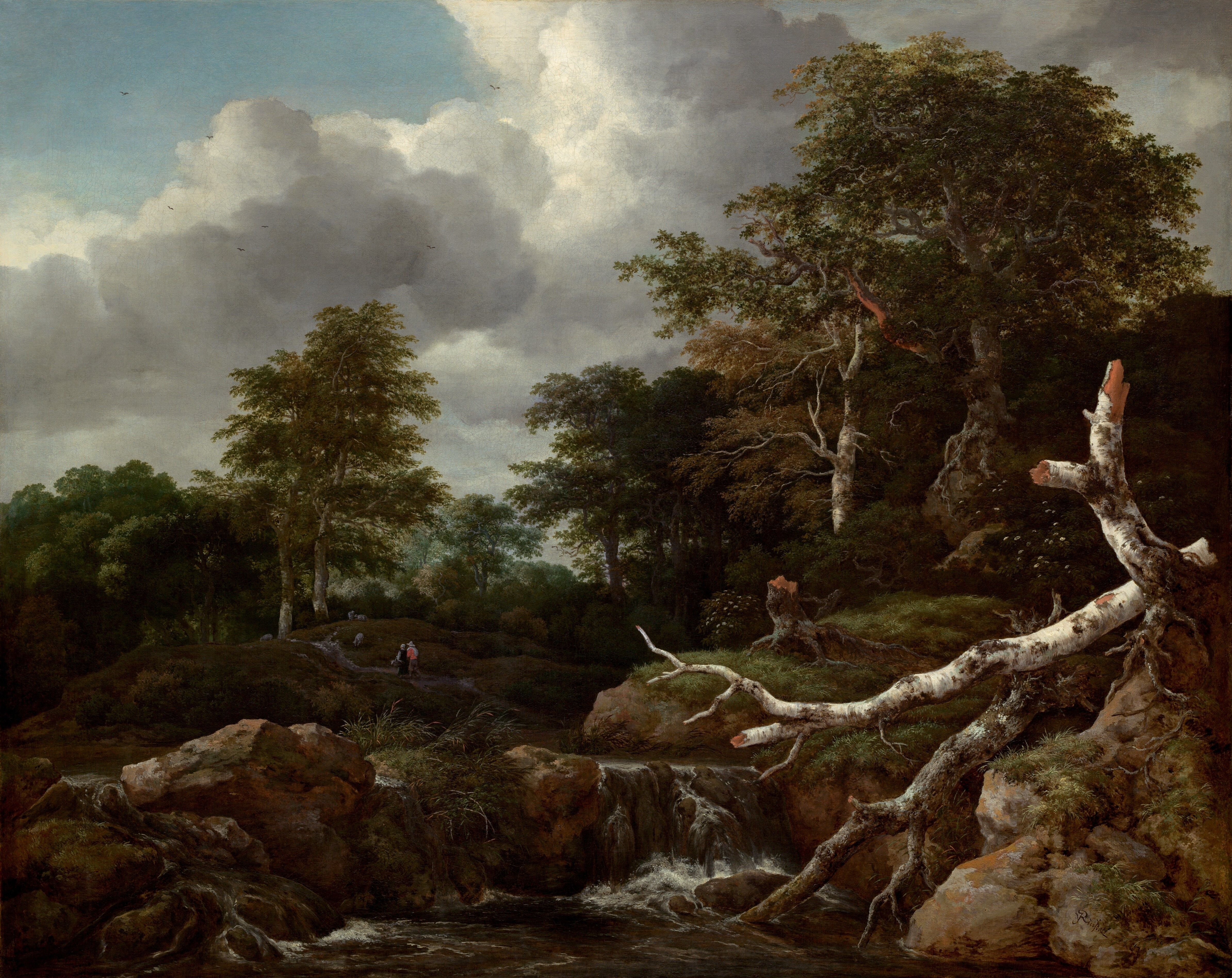
ナショナル・ギャラリー (ワシントン) の作品
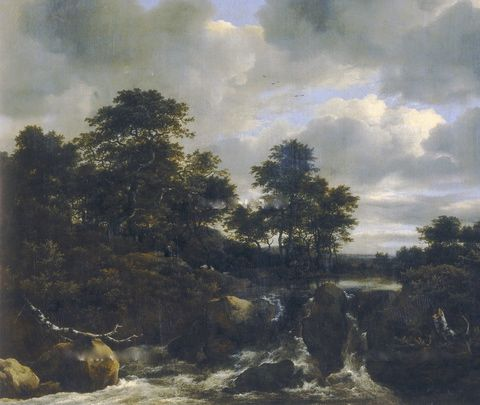
ウフィツィ美術館 (フィレンツェ) の作品
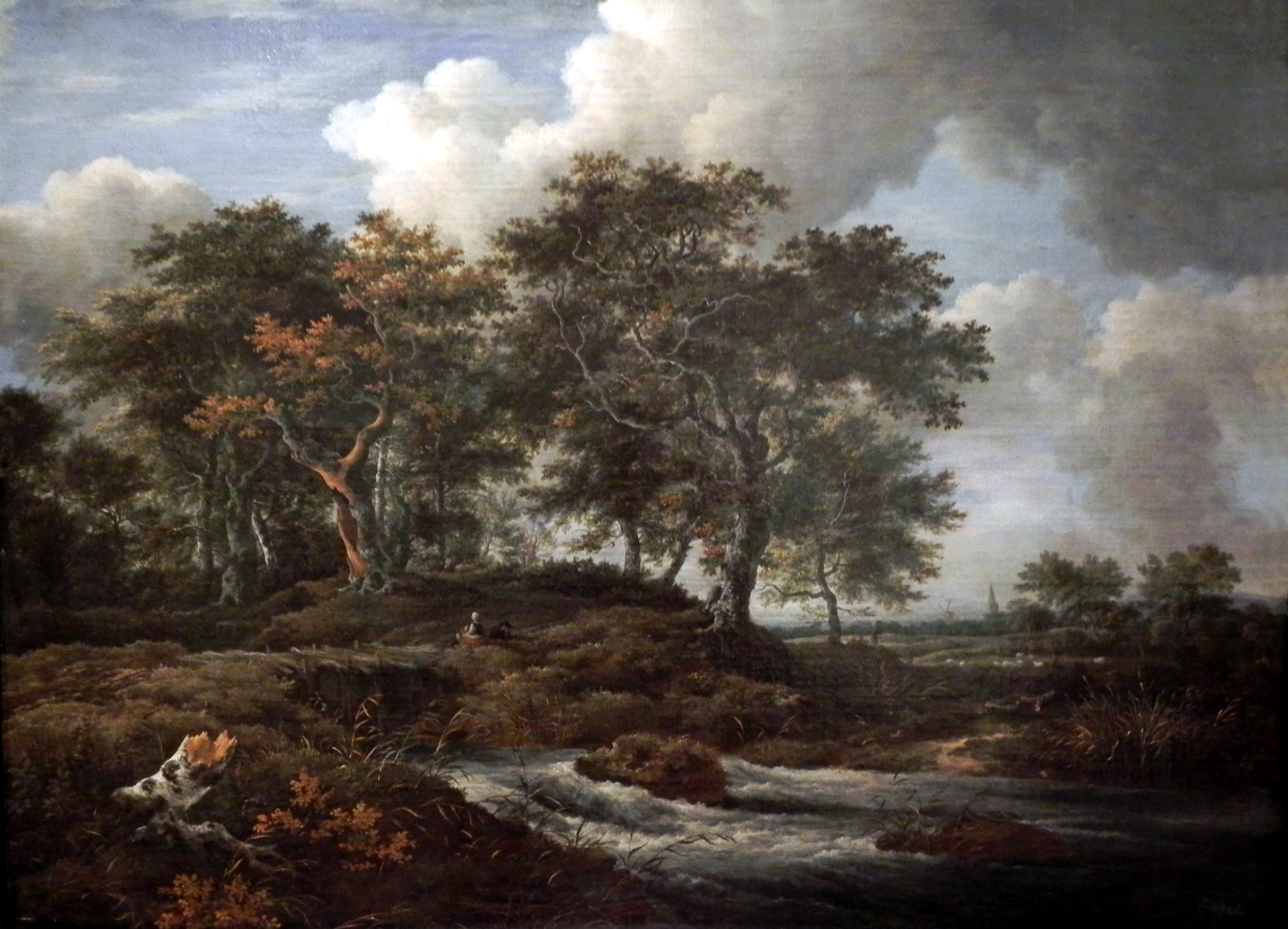
アルテ・ピナコテーク (ミュンヘン) の作品